# 我是老師
《我是老師》（韓語：아이엠샘）改編自岡田和人所作的漫畫《教科書沒教的事》，韓國KBS電視台於2007年8月至10月期間的月火迷你連續劇。是一套以老師與問題學生之間所發生的趣事為題材的劇集，由曾主演MBC《流氓醫生》的梁東根，加上朴敏英、孫泰英等演員演出。

## 劇情介紹
張利山為了完成父親的遺願去參加老師資格考試，不料他竟然考上了，但利山卻被派到一間問題中學當國語教師。雖然利山是不情不願地做老師這份工作，但那間學校既漂亮，又善良的女老師─申素怡是令他每天都準時上學的原因。黑幫頭目劉在昆因為女兒恩星的教育問題而感到非常頭痛，而在恩星趕出第N個老師時和爸爸吵了架，並說只要哪個老師敢打她她就乖乖學習，然後就離家出走，在路上遇到了張利山老師而利山因為面子問題（當時在素怡老師面前）而去關心了並照顧了恩星，而恩星在一次亂說話的情況下被利山打了，因此恩星決定去上利山執教的那間問題學校，為了教好這個唯一的女兒以及滿足女兒的願望，在昆用10億巨款和拒絕就讓他死的條件強迫利山當恩星的老師並且一定要讓她畢業......

## 演員表
- 梁東根 飾演 張利山（大樂有彥）

27歲,平凡的老師,某天被一個黑道逼著當她女兒的家教,一開始喜歡申老師,因為爸爸是老師,為了完成夢想當上國文老師,被派去名門高中當一個三年八班的班導,八班都是一堆不讀書的學生,因為恩星的父親要求她幫助恩星的成績進步,讓他與恩星同居,產生感情,後來也漸漸愛上恩星了。
- 朴敏英 飾演 劉恩星（白樺綾）

18歲女高中生,黑道老大的女兒,富家女,爸爸是黑道,也是個公司會長,外表漂亮可愛,被蔡武信跟許模世追求,模世在他第一天轉學來就對她一見鍾情,拒絕模世的告白,原先武信問她要不要當他女朋友,這樣在學校沒有人敢動你,回答武信是可憐我還是要追求我,後來只是把武信當成朋友,與老師一起同居,產生感情,漸漸愛上老師。
- 孫泰英 飾演 申素怡（五月彌生）

27歲,喜歡張老師,兩人交往過,因為恩星的出現,讓他跟張老師的感情有所變化。
- 朴俊奎 飾演 劉在昆

52歲,恩星的爸爸,黑道老大,也是個會長,很疼恩星,希望女兒到美國留學,為了讓恩星成績進步高中畢業,要求張老師幫恩星補習,並且讓他們同居,希望恩星嫁給金宇鎮,然後一起去美國,雖然後來恩星與宇鎮解除婚約。
- 朴彩京 飾演 閔思江

18歲,恩星的好朋友,喜歡蔡武信,後來跟蔡武信交往。
- 崔勝鉉 飾演 蔡武信

18歲,爸爸愛喝酒,他不像爸爸那樣 是不喝酒的,喜歡恩星,後來知道恩星沒有喜歡她,就放下對恩星的喜歡,後來跟閔思江交往。
- 朴載政 飾演 金宇鎮

28歲,恩星的未婚夫,喜歡恩星,比恩星大10歲,是恩星爸爸的秘書。
- 趙香氣 飾演 洪代理

27歲,恩星爸爸的秘書,對恩星來說就想姊姊一樣,對恩星很好。
- 郭智敏 飾演 多彬

18歲,恩星轉學來那一天就開始欺負他,喜歡模世,後來因為恩星的爸爸幫他還有兩個朋友去經紀公司當練習生,才把恩星當成朋友。
- 丹芝 飾演 藝彬

18歲,恩星轉學來那一天就開始欺負他,後來因為恩星的爸爸幫他還有兩個朋友去經紀公司當練習生,才把恩星當成朋友。
- 潘曉映 飾演 孝彬

18歲,恩星轉學來那一天就開始欺負他,後來因為恩星的爸爸幫他還有兩個朋友去經紀公司當練習生,才把恩星當成朋友。
- 李敏鎬 飾演 許模世

18歲,校長的兒子、名門高中的帥哥,喜歡恩星,從恩星轉學來第一天就對她一見鍾情,被恩星拒絕告白,很傷心,因為是第一次有女生拒絕他,他從來沒有被任何女生拒絕過交往,他感到很傷心,雖然還是繼續追求恩星,但以為蔡武信跟恩星在交往,後來放下對恩星的追求,把恩星當朋友,後來跟多彬結婚。
- 朱鍾赫 飾演 池宣厚

27歲,本來是偶像明星,後來到學校當老師,喜歡申老師。

## 外部連結
- 韓國KBS （页面存档备份，存于） 
- 台灣緯來 （页面存档备份，存于） （繁體中文）

## 作品的變遷
| KBS 2TV 月火劇                       | KBS 2TV 月火劇                            | KBS 2TV 月火劇 |
| ------------------------------------ | ----------------------------------------- | -------------- |
|                                      | 我是老師 （2007.8.6 - 2007.10.2）         |                |
| 漢城別曲-正 （2007.7.9 - 2007.7.31） | 詐騙信用調查所 （2007.10.8 - 2007.11.27） |                |

| 台灣 緯來戲劇台 星期一至五23:00-00:00 | 台灣 緯來戲劇台 星期一至五23:00-00:00 | 台灣 緯來戲劇台 星期一至五23:00-00:00 |
| ------------------------------------- | ------------------------------------- | ------------------------------------- |
|                                       | （2009.6.29 - 2009.8.3）              |                                       |
| 最強我媽媽 （2009.4.24 - 2009.6.4）   | -                                     |                                       |